# St. Nikolaus (Lengenfeld)

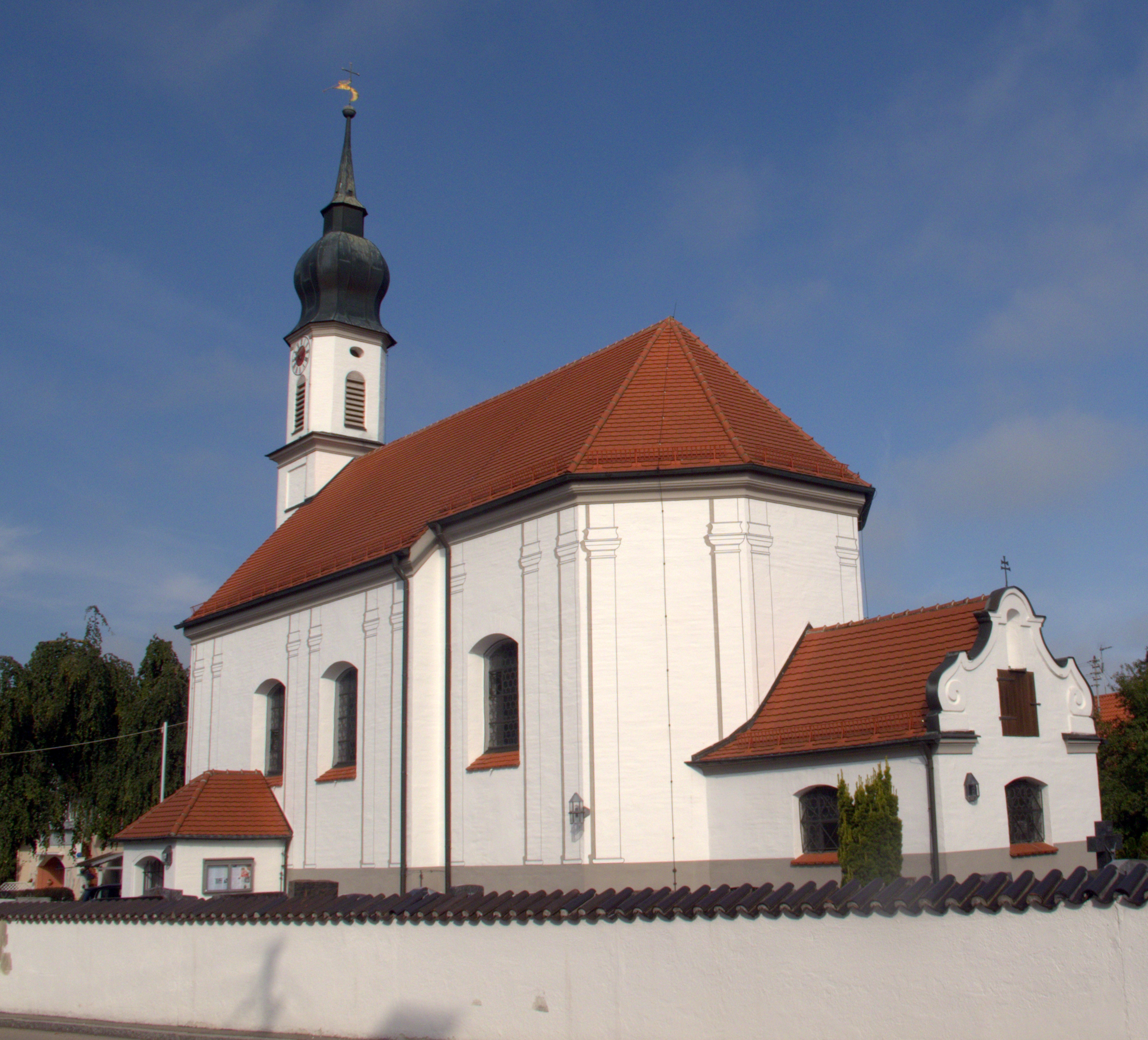
St. Nikolaus in Lengenfeld

St. Nikolaus ist die katholische Dorfkirche von Lengenfeld in Oberbayern. Die Filialkirche ist der Pfarrei Stoffen zugeordnet.

## Beschreibung
Die Kirche wurde um 1755 nach Plänen des Münchener Hofmaurermeister Lorenz Sappl im Zentrum des Ortes errichtet. Beim Bau der Kirche fanden Mauerreste eines Vorgängerbaus Verwendung.
Sappl schuf im Stil des Rokoko einen kleinen einschiffigen Bau, der sich in der Gestaltung eng an die ebenfalls von Sappl entworfene Laurentiuskirche in Pflugdorf anlehnt. Das Langhaus schließt an der östlichen Seite mit einem nach außen dreiseitig schließenden Chor ab. Daran angebaut ist die Sakristei. An der westlichen Seite beherrscht ein leicht hervorgerückter Glockenturm mit einer aufgesetzten Zwiebelhaube den Bau. Der ursprünglich schiefergedeckte Zwiebelturm wurde 1962 durch ein Kupferdach ersetzt.

## Ausstattung
Im Innenraum der Kirche befinden sich drei Stuckmarmor-Altäre des Landsberger Stuckateurs Nikolaus Schütz. Von Johann Baptist Baader stammen die Deckenfresken, die im Chor den Kirchenpatron Nikolaus von Myra und im Langhaus den ebenfalls in Lengenfeld verehrten Viehpatron Wendelin darstellen.